# Cine de Israel

Imagen ilustrativa de una claqueta con la bandera de Israel.

Amos Gitai.

Amos Gitai y la actriz francesa Jeanne Moreau.

El cine en Israel ha pasado por grandes transformaciones desde sus inicios, en la década de 1950, poco después de la independencia nacional. Con el paso del tiempo, una cantidad cada vez mayor de películas israelíes fueron alcanzando el reconocimiento internacional y conquistando prestigio e importantes premios. El más destacado realizador israelí de esta etapa es Amos Gitai. Entre 2007 y 2012 cuatro películas israelíes fueron nominadas a los Oscar.
La primera década del siglo XXI fue la más pródiga en producciones y premios. Varias películas israelíes ganaron premios en festivales de cine por todo el mundo, como Late Marriage (2001), de Dover Kosashvili; Broken Wings (Knafayim Shvurot), de Nir Bergman; Walking on Water y Yossi & Jagger, de Eytan Fox; Nina's Tragedies (Ha-Asonot Shel Nina), de Savi Gavison; Campfire (Medurat Hashevet) y Beaufort, de Joseph Cedar; My Treasure, de Keren Yedaya; Turn Left at the End of the World, de Avi Nesher; The Band Visit, de Eran Kolirin; Waltz with Bashir, de Ari Folman; Ajami, de Scandar Kobti y Yaron Sheni, entre otros. En 2011, Strangers No More ganó el Oscar al Mejor Documental Cortometraje.
En 2012, Footnote (Hearat Shulayim), de Joseph Cedar, fue nominada al Oscar a la Mejor Película Extranjera. Desde 2000 el llamado Israel Film Fund financia las producciones nacionales.

## Historia

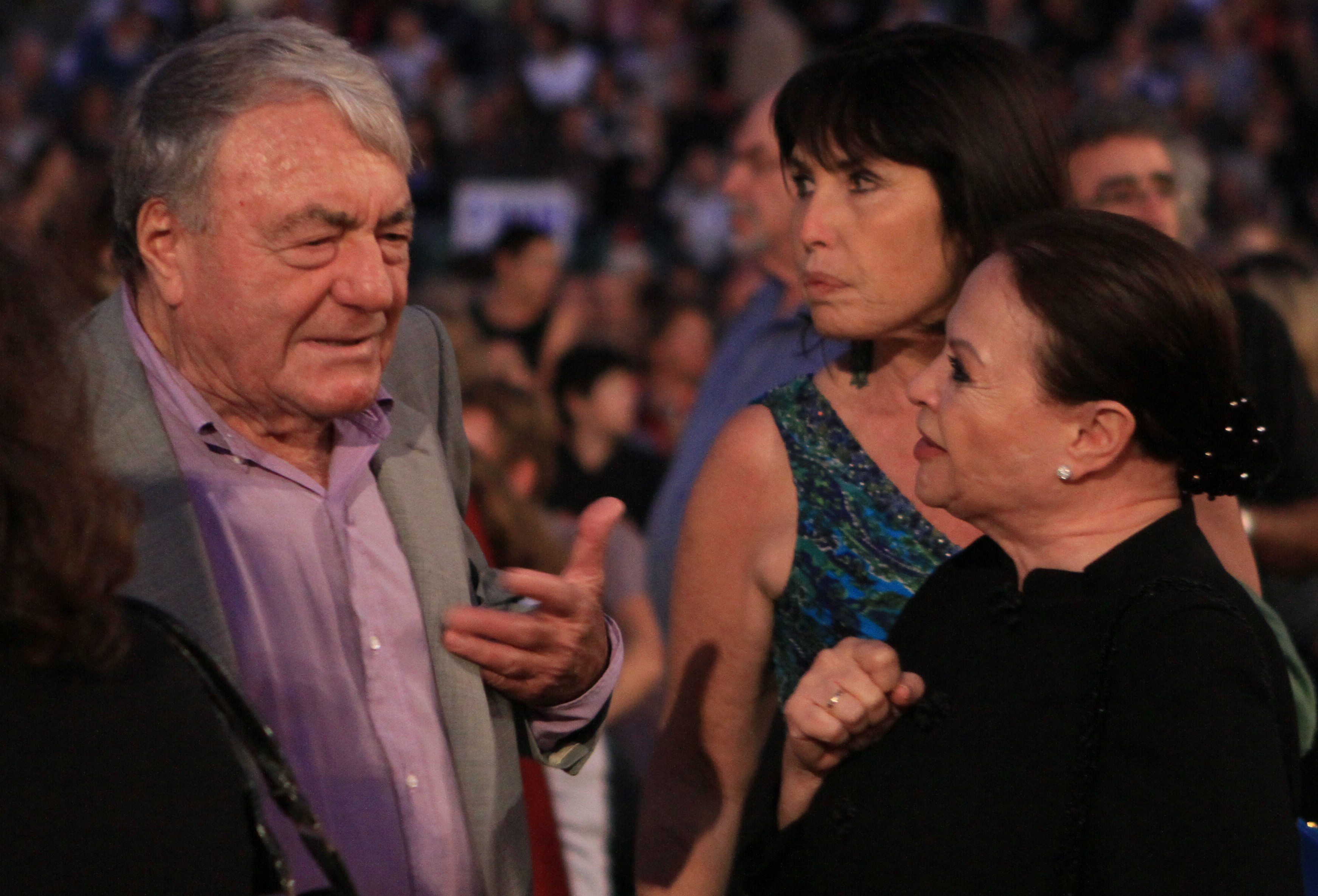
Los cineastas Gila Almagor y Claude Lanzmann en el Festival de Cine de Jerusalén.

Aunque la fundación del Estado de Israel se remonta a 1948, es posible rastrear a los pioneros de su cinematografía mucho antes, desde la época del cine mudo. En 1920, Yaacov Ben Dov dirigió la que se considera la primera película israelí, Return to Zion, de inspiración sionista. Sin embargo, el bailarín y poeta Baruch Agadati (1895-1976) es considerado el padre del cine israelí. En 1935 dirigió This is the land, también inspirada por el sionismo. Fue la primera película hablada en hebreo.
Los primeros estudios fueron creados en la ciudad de Herzlia, en la década de 1950, como el Geva Films e Israel Film Studios. En 1954, el Parlamento israelí (Knesset) aprobó la ley de Incentivo a las Películas Israelíes. En la década siguiente, despuntaron los primeros cineastas de éxito, como Menahem Golan, Efraim Kishon y Uri Zohar.
Las primeras películas dirigidas por cineastas israelíes, como 'La Colina 24 no responde y Ellos eran 10, fueron producciones de carácter patriótico, con tramas que exaltaban un tipo heroico, adecuado al espíritu de la época y a la realidad histórica que Israel necesitaba en ese momento. Esta tendencia también podía ser percibida en otros campos artísticos realizados en el país, como en la literatura y en los artes plásticas.
Más tarde, las películas fueron seleccionando de manera más libre su temática, siempre enraizada en la experiencia israelí, presentando a supervivientes del Holocausto y a sus hijos, como las películas de Guila Almagor El verano en Avyia y Bajo un árbol o las dificultades de los nuevos inmigrantes (Sh'hur, dirigida por Hana Azoulay y Shmuel Hasfari; Café con limón, dirigida por Leonid Gorivets). Otros filmes reflejan una tendencia más marcada por la mirada israelí del mundo, como el conflicto árabe-israelí (Además de las rejas de Uri Barbash), o por la presentación del contexto de una sociedad universal, alienada y hedonista, como en The Singing of the Sirene, La vida de Agfa e Historias de Tel Aviv. Temas como amor, las cuestiones sociales (drogas, pobreza, feminismo y homosexualidad) también son comunes en las pantallas del país.
En 2009, la película árabe-israelí Ajami, rodada en un barrio árabe pobre de Jaffa, fue nominada a un Oscar a la mejor película extranjera. Fue la primera película en lengua árabe de Israel en ser nominada al premio y el tercer año consecutivo en que una película israelí era nominada para un Óscar.
Un año antes, una animación de Ari Folman, Waltz with Bashir recibió reconocimiento internacional por retratar las experiencias del director en la Guerra del Líbano de 1982. La película fue premiada con el Globo de Oro a la Mejor Película Extranjera y recibió una nominación al Óscar.
Otras películas notables de los últimos años son Campfire, de Joseph Cedar, sobre una familia hierosolimitana, religiosa y sionista, de los años 80, que lucha por restablecer la dinámica familiar tras la muerte de su padre, y Broken Wings, película archipremiada de Nir Bergman, quien también se ocupa de las consecuencias de una pérdida familiar y la necesidad de aceptación. Girar a la izquierda en el fin del mundo trata de las improbables amistades interculturales en una ciudad de inmigrantes en el desierto, y Aviva Ahuvati, ganó 10 premios en festivales de cine en Israel, Shanghái y Tokio.
Eytan Fox es otro director notable y popular. En su película The Bubble, Fox explora la vida urbana contemporánea en Tel Aviv en el contexto del conflicto árabe-israelí; en Yossi y Jagger trata sobre el amor y el deseo homosexual en las Fuerzas Armadas, un tema tabú; también dirigió Walking on Water. Fox también ha realizado producciones televisivas, como la clásica serie de televisión Florentine (1997), sobre jóvenes israelíes desilusionados que viven en un barrio de Tel Aviv entre un cierto encanto decadente.